# 横山雄二
横山 雄二（よこやま ゆうじ、1967年3月29日 - ）は、中国放送（RCC）のアナウンサー、俳優、小説家、映画監督。宮崎県宮崎市出身。みやざき大使、いしのまき観光大使。

## 人物・来歴
宮崎県宮崎市出身。日向学院高等学校、第一経済大学（現在の日本経済大学福岡キャンパス）経済学部経済学科卒業。高校時代には硬式野球部、大学時代には映画同好会へ所属していた。1989年入社。1993年からラジオ『ジューケンキャンパススタジオ』を担当。番組から誕生したCD「広島の空」はヴァージン・メガストア広島で年間シングル売り上げ第2位を記録。1996年に開始したTBS系列の朝の情報番組『おはようクジラ』の広島担当キャスターで全国デビュー。メインキャスターの渡辺正行が休んだ際のピンチヒッターを務めたことがある。2003年から現在までラジオ番組『平成ラヂオバラエティごぜん様さま』のパーソナリティを務めている。
アナウンサー以外の活動も幅広く行っている。前述の「広島の空」や番組で共演していた猿岩石と結成した「KEN-JIN BAND」の曲「Hungryman/dear」など、多数のCDをリリースしている。映画『ミナミの帝王』などでは俳優として出演。ディズニー映画『Mr.インクレディブル』には声優として参加している。また、テレビ深夜番組『KEN-JIN』を企画したり、『ラジオの恋』ほか多数の映画で監督を務めるなど、制作者としても活動している。2018年10月11日に初著小説となった自叙伝的小説『ふるさとは本日も晴天なり』（ハルキ文庫）を角川春樹事務所より出版。2018年12月5日時点で7刷出来。

### 受賞歴
- 全日本トークダービー最優秀賞[7]
- 2006年JNN・JRNアノンシスト賞のテレビ・フリートーク部門で全国グランプリ
- 2015年放送批評懇談会主催の第52回ギャラクシー賞のラジオ部門DJパーソナリティ賞

## 備考
- 少年時代は『ビートたけしのオールナイトニッポン』（ニッポン放送）のリスナーで、2回はがきを出して2回とも読まれた（「宮崎の横山」などと紹介された）。同番組の番組本『ビートたけしの三国一の幸せ者』にも横山のネタが掲載され、これを今でも宝物のように持っているという[12]。
- 日向学院高校では野球部に所属。2番センターだった。現在[いつ?]もRCC野球部に所属し、エースとして活躍している[13]。
- 実姉の横山由美は元エフエム宮崎アナウンサーで、2021年現在宮崎県拠点のフリーアナウンサー・ローカルタレントとして活動している[14][15]。2014年にはRCCラジオの特別番組で初めて姉弟で共演した[16][17]。
- チャリティー活動を数多く行っている。『ジューケンキャンパススタジオ』を担当していた期間に阪神・淡路大震災が発生。リスナーより集めたラジオ3000台を横山本人が被災地に届けた[2]。また、2014年広島豪雨災害の際には、『平成ラヂオバラエティごぜん様さま』で共演するRCCアナウンサー・泉水はる佳とともに「広島の空」をセルフカバー。売上全額の100万円を義援金として広島市に贈っている[12]。2011年の東日本大震災以降は「ヨコヤマ☆ナイト」と題したチャリティライブを2011年4月より毎月1回行っており、現在まで義援金は2900万円を越えている。
- 2024年4月には、支援先でもある 宮城県 石巻市 雄勝町でヨコヤマ⭐︎ナイトin雄勝をリスナーとツアーを組み開催。
- radikoのエリアフリー機能が始まった2016年10月以降、関東圏以外のラジオ局の番組を聞くようになった爆笑問題・太田光がラジオ番組で横山の話をするようになり、特に『JUNK・爆笑問題カーボーイ』（TBSラジオ）ではほぼ毎週話題にされており、それをきっかけに横山が『カーボーイ』にゲスト出演したこともある[18]。また、爆笑問題が所属しているタイタンの情報誌「号外」の2019年10月号では横山へのインタビュー記事が掲載されたほか、所属タレント以外では初めて表紙を飾った[19]。詳細は「平成ラヂオバラエティごぜん様さま」#「太田光被害者の会」を参照

## 現在の担当番組

### テレビ
- JNNニュース・Nスタ（日曜と『報道特集』休止時の土曜）・報道特集 ※ローカルニュース担当。2021年4月24日より担当を再開。

### ラジオ
- 平成ラヂオバラエティごぜん様さま（2003年4月1日 - ） 火曜 - 金曜パーソナリティ
  - 安仁屋宗八・桑原しおりが司会の月曜は、2021年以降、時折番組中の『中国新聞ニュース』を担当することがある（2021年8月16日など）。
  - 安仁屋・桑原が新型コロナウイルス感染による隔離措置で休養となった2022年1月10日・17日（月曜。10日は祝日）は、安仁屋の代役で担当（桑原の代役は10日は中根夕希が、17日は河村綾奈が担当）。
- ザ★横山雄二ショー（2007年4月7日 - ）
- ザ★横山雄二ショー ポッドキャスト版 楽屋トーク（インターネット配信）
- 中国新聞ニュース（シフト勤務）※2021年4月24日より担当を再開。土曜の担当時は『ザ★横山雄二ショー』と連続することがある。
- 横山雄二 グッドソング・ジャンボリー（2021年7月 - ） 日曜不定期特番。

## 過去の出演・担当番組

### テレビ
- スポーツ中継（プロ野球・Jリーグ）
- おはようクジラ（1996年6月 - 1999年3月、TBS系列）広島担当リポーター
- KEN-JIN（1997年4月18日 - 2004年3月）
- モテモテ6（2000年）
- KEN-JIN DX（2004年4月 - 2005年4月1日）
- うたばん（TBSテレビ、2004年6月24日他）
- なんナン!?（2005年4月 - 2006年9月）
- 笑劇ヨコテン劇場!
- ひろしま再発見
- 理系文系ビジュアル系（特別番組）
- ゴルフの花道（パート2：2003年4月[20][21] - パート19：2021年4月4日）日曜 朝6:15 - 6:45
- TIM神様の宿題（2007年4月 - 2009年3月）
- Eタウン（2007年4月 - 2010年3月）
- じゃんが×2スタジアム〜ひろしまスポーツ応援団〜（2009年4月 - 2010年3月）
- 西日本横断生放送スペシャル どうにもとまらない2013（2013年1月1日）
　中国放送・毎日放送・山陽放送・RKB毎日放送による共同制作。
- ノーヘン（2014年より不定期放送）
- カープV7特別企画『金曜プレミアム』（2016年11月 - 12月 金曜深夜）映画解説
- カープV8特別企画『金曜プレミアム』（2017年11月 - 12月 金曜深夜）映画解説
- 怪盗有吉 瀬戸内の絶品グルメを狙え!（2018年2月10日、RCC発 TBS系28局フルネット） 進行
- ヘイヘイホー!有吉は木を切る。〜広島の温泉街に檜の露天風呂を作っちゃったSP〜（2019年2月9日、RCCテレビ制作 TBS系列28局ネット）
- カンムリ（2016年4月29日 - 2020年3月27日 金曜深夜）

### ラジオ
- RCCカープナイター
- ジューケンキャンパススタジオ（1993年10月 - 1996年3月）
- 天才横山雄二の王様の神業
- 元祖ヨコヤマ本舗
- 極楽!ヨコヤマ音楽堂
- ラジON王様ヨコヤマパンチ
- 横山雄二のお好みトーク
- ユウジ横山のサッカー de エクスプロージョン（1990年代）
- ガッツラジオ!叫べ!平社員!!（2001年）
- アナマニア（プロデューサー）
- 中四国ライブネット 平成ラヂオバラエティ ごぜん様さま 神ってる広島 最高で〜す スペシャル（2016年12月4日）
- カープ優勝特別番組『朝までVeryカープ!今夜は最高で〜す!』（2016年9月10日深夜）
- 東日本大震災から6年〜被災地支援を終える時〜（2017年3月25日）
- まち自慢ラジオ（2022年4月16日 - 2022年10月8日、2023年5月7日）
- 広島特産ラジオ ヨコヤマシゲキアワー（広島FM、2022年12月6日）
- 特別番組「広島という名のもとに」（2024年8月6日）ナレーション
- 広島城  三の丸オープン記念  　総大将・横山雄二、武者行列だ!エイエイオー!!（2025年3月29日）

他局
- ウイークエンドバラエティ 日高晤郎ショー（STVラジオ、2013年3月2日に青山高治アナとラジオ制作部長の増井威司（たけし）と共にゲスト）
- 爆笑問題の日曜サンデー（TBSラジオ、2017年6月4日、2018年4月15日、2019年2月10日、2019年3月31日[22]、2020年10月11日、2022年11月13日）ゲスト
- 火曜JUNK・爆笑問題カーボーイ（TBSラジオ、2017年1月24日）ゲスト
- PAO〜N（KBCラジオ、2018年3月1日）ゲスト
- 次は〜新福島!（MBSラジオ、2018年3月14日）ゲスト
- 特番「ラジ（コ）フェス」（TBSラジオ、2019年3月21日(木曜・祝日)）RCCのスタジオからクロストークゲスト
- おとなりさん（文化放送、2022年11月18日）ゲスト
- ドッキリ!ハッキリ!三代澤康司です（ABCラジオ、2023年1月12日）ゲスト
- Music Submarine（東海ラジオ、2023年2月25日）ゲスト
- くにまる食堂（文化放送、2024年12月31日）くにまる食堂広島店店主
- アンジェリーナ1/3のA世代!ラジオ（文化放送、2025年1月14日・21日）ゲスト

## ドキュメンタリー
- 一人言葉〜東日本大震災ドキュメンタリー（企画・撮影・出演）（2011年8月）
- 一人言葉〜REBIRTH　東日本大震災ドキュメンタリー（製作・企画・撮影・出演）（2012年3月11日）
- 一人言葉3〜REBORN（2014年6月8日）

## イベント
- ヨコヤマ☆ナイト （2011年4月2日第1回 -、毎月開催 ）
  - 2011年4月2日第1回 - 2018年6月15日第87回 東日本大震災 復興支援チャリティーライブ
  - 2018年7月13日第88回 - 東日本大震災・広島豪雨災害 復興支援チャリティライブ
- 横山名画劇場〜ヨコゲキ （2016年2月27日Vol.1 -、隔月開催 、福山駅前シネマモード）
- ヨコヤマ万博！ YOKOYAMA EXPO2022（2022年4月9日 単独イベント 東広島芸術文化ホールくらら大ホール）

## CD発売
横山雄二&飯村徳穂
- 広島の空 （1994年発売）「松田博幸作詞作曲」 阪神大震災チャリティーソング

1. 広島の空 (横山雄二&飯村徳穂 Ver.) / 横山雄二&飯村徳穂
2. ガンバレ!（横山雄二・ジューケンキャンパススタジオオールスタッフ Ver.)  / 横山雄二・ジューケンキャンパススタジオオールスタッフ
3. C調電車で行こう!  / 横山雄二・ジューケンキャンパススタジオオールスタッフ

KEN-JIN BAND
- Hungryman/dear （2001年10月27日発売 MORNING GLORY MGR-1003）「吉川晃司作曲・横山雄二作詞」
  - 「Hungryman」は後に吉川晃司にセルフカバーされ「Fame & Money」としてアルバム『PANDORA』に収録された。
- 虹/君の左手 （2002年5月25日発売 INDIES HOUSE DNA-010）「ブルームオブユース作曲・横山雄二作詞」
- あのとき （2002年9月22日発売 ミニケンCD「ミニケン/君にミニキュン」（MMS-00002）にボーナストラック収録）「ブルームオブユース作曲・横山雄二作詞」
- 初恋(tune-up：243) （2002年11月27日発売コンピレーションアルバム「a day」（OCCA-1001）に収録）「村下孝蔵作詞作曲」
- ロケット/働クオトコノウタ （2004年6月16日発売 KJR-001）「イズミカワソラ作曲・横山雄二作詞」

ヨコヤマとヤスシ
- ひまわり/らぶれたぁ （2008年11月5日発売 1000枚限定 広島限定発売）「YASS作曲・横山雄二作詞」

横山雄二＆泉水はる佳
- 広島の空 （2014年10月30日発売 1000枚限定） C/WはヨコヤマとYASS「ふるさと」 広島土砂災害チャリティーCD

ユージーン&ドレッシング
- 歌おう
  - Dressing ミニアルバム『NICE FANTASY』（2017年4月20日、Nice Fantasy、NFCD-003）に収録。
  - Dressingとデュエット。

平成30年7月豪雨災害支援CD
- 広島の空 / ガンバレ!（2018年10月27・28日ひろしまフードフェスティバル会場先行発売 / 2018年11月1日発売）

1. 広島の空（RCCアナウンサーズ[23]）編曲：Mebius
2. ガンバレ!（ヨコヤマとヤスシ）編曲：YASS
3. ガンバレ!（RCCパーソナリティーズ（スペシャルVer）[24]）
4. 広島の空（インストゥルメンタル）
5. ガンバレ!（カラオケ）

### 広島の空
- 広島の空（RCCフロンティア・ポニーキャニオン/配信限定[25]）
  1. 広島の空 (横山雄二&飯村徳穂 Ver.) / 横山雄二&飯村徳穂
  2. ガンバレ!（横山雄二・ジューケンキャンパススタジオオールスタッフ Ver.)  / 横山雄二・ジューケンキャンパススタジオオールスタッフ
  3. C調電車で行こう!  / 横山雄二・ジューケンキャンパススタジオオールスタッフ
  4. ひまわり / ヨコヤマとヤスシ
  5. らぶれたぁ / ヨコヤマとヤスシ
  6. ひまわり(instrumental) / ヨコヤマとヤスシ
  7. らぶれたぁ(instrumental) / ヨコヤマとヤスシ
  8. 広島の空(横山雄二&泉水はる佳 Ver.) / 横山雄二&泉水はる佳
  9. ふるさと / ヨコヤマとヤスシ
  10. 広島の空(横山雄二&泉水はる佳 Ver. / instrumental) / 横山雄二&泉水はる佳
  11. ふるさと(instrumental) / ヨコヤマとヤスシ
  12. 広島の空(RCCアナウンサーズ Ver.) / RCCアナウンサーズ
  13. ガンバレ!（ヨコヤマとヤスシ Ver.)  / ヨコヤマとヤスシ
  14. ガンバレ!（RCCパーソナリティーズ Ver.)  / RCCパーソナリティーズ
  15. 広島の空(RCCアナウンサーズ Ver. / instrumental) / RCCアナウンサーズ
  16. ガンバレ!（RCCパーソナリティーズ Ver.  / カラオケ)  / RCCパーソナリティーズ

## 連載
- 横山雄二の世紀末巷談（月刊レジャー広島 平成9年7月号 - 平成11年12月号）[26]
- ヨコヤマ監督の総合芸術論（TJ Hiroshima-タウン情報広島 2001年11月号（Vol.1） - 2017年12月号（Vol.188 最終回））

## 出版
- KEN-JIN本（1998年8月15日、ザメディアジョン） ISBN 978-4916219183
- 横山の流儀（2003年5月、南々社） ISBN 4-931524-16-8
- 土手香那子 写真集 KEN‐JINギャル4号 （2003年8月、ザメディアジョン） 撮影・編集長：横山雄二　ISBN 978-4902024104
- RCCアナ本。（2004年1月、ザメディアジョン） ISBN 4-902024-15-2
- 別冊ヨコヤマ （2006年5月、ザメディアジョン） ISBN 4-902024-99-3
- 生涯不良（2015年5月、ザメディアジョン） ISBN 9784862503688
- クラフトブック『Gマガジンごぜん様さま』（2017年10月28日29日ひろしまフードフェスティバル2017会場先行発売、2017年11月21日一般書店発売、ザメディアジョン） ISBN 978-4862505316
- 書き下ろし小説『ふるさとは本日も晴天なり』（2018年10月11日、ハルキ文庫） ISBN 978-4758442091
- 書き下ろし小説『アナウンサー辞めます』（2022年9月15日、ハルキ文庫） ISBN 978-4758445191

## 出演

### 映画
- ミナミの帝王 劇場版 PART13 リストラの代償（1999年、ケイエスエス）
- F (エフ)（1998年、松竹）
- マヌケ先生（2000年9月30日、PSC） - 広島の兵隊 役
- Mr.インクレディブル（2004年、ブエナビスタ）声優にて出演
- ヒナゴン（2005年、ビデオプランニング）
- ドキュメンタリー 核のない21世紀を（RCC・青銅プロ・広島映画センター 共同制作）語り：吉永小百合、ナレーション：横山雄二
- 男たちの大和/YAMATO（2005年、東映）[27]
- ちゃんこ（2006年、ティ・ジョイ）
- ラジオの恋（2014年、時川英之監督、アークエンタテイメント） - 主演・ラジオパーソナリティ 横山雄二 役（映画初主演）
- シネマの天使（2015年、時川英之監督、東京テアトル） - 仙人 役
- 浮気なストリッパー（劇場版、2015年） - 監督、脚本、主演 やる気をなくしたアナウンサー 役
- スマイルタウン平野町（2017年7月、時川英之監督、インターネットで公開）
- 彼女は夢で踊る（2019年7月15日広島先行公開、時川英之監督） - 金ちゃん 役（企画プロデューサーも担当）
- みをつくし料理帖（2020年、角川春樹監督、東映）
- 君がいる、いた、そんな時。（2020年、迫田公介監督） - 岸本雄二 役
- 孤狼の血 LEVEL2（2021年公開、東映） - 医師
- 愚か者のブルース（2022年11月18日） - 監督、脚本、ストリップ劇場館長 那須 役
- 惑星ラブソング（2025年公開予定、時川英之監督）[28]

### テレビドラマ
- 19　NINETEEN LAST TEENAGE SUMMER（2000年2月12日、RCCテレビ）

## 監督作品

### テレビドラマ
- 『浮気なストリッパー（テレビ版）』（2014年1月11日（10日深夜））監督・脚本・主演

### 映画
大学生時代
- いつも、こころに…
- ホワイトラビットからのメッセージ
- ネムレヌ、ヨノタメニ（1987年）
- SUPER MAN（1988年）えび天 銅監督作品
- 経大シネマのフイルムパーティ（1989年）
- 総合芸術（1989年）

RCCアナウンサー時代
- 劇場版『浮気なストリッパー』（2015年12月1日公開、監督・脚本・主演）商業用映画監督デビュー作品
- 中国放送大パニック（国民文化祭招待作品）[29]
- メイキング・オブ・「ヒナゴン」
- 井川遥ひと夏の記憶（映画ヒナゴンDVD特典映像）[30]
- 愚か者のブルース（2022年11月18日）

## その他（海外取材）
- アジアピースロード取材（ミャンマー・ラオス・カンボジア・ベトナムを40日間取材）[7]
- サンフレッチェ広島 オーストラリアキャンプ取材
- 水素エネルギー・ノルウェー取材
- KEN-JIN DX 最終回 in ニューヨーク（横山雄二NYで入浴するぞ！）
- 猿岩石ツアー in バリ
- ゴルフの花道 グアム決戦
- 横の細道 45歳男一人のタイ旅行